# Ceutrones
Los ceutrones era una tribu gala prerromana de la antigua Galia quienes controlaban las regiones de los Alpes Grayanos. No deben ser confundidos con los centrons, una tribu cliente de los nervios de la Galia Belga.
Según d’Anville, ocupaban la mayor parte de la región del valle de Tarentaise en los modernos departamentos de Saboya, Francia. Plinio el Viejo los llamó "fronteras," esto es, gente que vive en los límites occidentales de los Alpes. Ptolomeo los ubica en los Alpes Grayanos ocupando las regiones al oeste del valle de Aosta habitado por los salasios.
Los ceutrones tenían una notable población deseando defenderse a sí mismos, probablemente con tierras bien cultivadas, según los relatos escritos por grandes ejércitos que pasaron a través de ellas. Polibio describe cómo los ceutrones atacaron agresivamente al ejército de César en su marcha a través de los Alpes al lago Bourget. El ataque incluido por un asalto por piedras rodantes en los pasos montañosos, e infligieron grandes pérdidas de vida de las fuerzas romanas. Polibio también describe un encuentro por los enviados de los ceutrones con Aníbal.[cita requerida]
Ha sobrevivido una inscripción romana sobre los ceutrones en Axima (Aime).
Los asentamientos de la tribu fueron identificados por Ptolomeo en su Geographia, y algunos aparecen en la Tabula Peutingeriana. Uno de los centros culturales más importantes era Darantasia, que dio su nombre al valle de Tarentaise y su región. El clero medieval hizo de esta ciudad un importante centro religioso antes del final del primer milenio. Ellos la llamaron Monasterium, que se convirtió en Moûtiers, por la que es conocida hoy. 
El pueblo de Centron en Montgirod, Saboya, probablemente el lugar conocido como Forum Claudii Ceutroneum bajo los romanos, conserva el nombre tribal.

## Principales asentamientos
- Darantasia (Moûtiers)
- Ad Publicanos (Conflans, en Albertville)
- Axima / Axuma (Aime)
- Bergintrum (Bourg-Saint-Maurice)
- Clusora (Cluses)
- Forum Claudii Ceutroneum (?, probablemente Centron, cerca de Montgirod)
- Mantala (Bourg-Evescal, cerca de Bourg-Saint-Maurice)
- Oblimum (La Bâtie, en Villaroux)